# ليز غريني
ليز غريني (بالإنجليزية: Liz Greene)‏ هي عالمة نفس وكاتِبة أمريكية، ولدت في 4 سبتمبر 1946 في إنغلوود في الولايات المتحدة.